# Kristoffer Nyrop
Kristoffer Nyrop (Copenaghen, 11 gennaio 1858 – Copenaghen, 13 aprile 1931) è stato un filologo danese.
Docente all'università di Copenaghen dal 1894 al 1928, fu autore di una Storia dell'epopea francese nel Medioevo (1886) e di una Grammatica storica della lingua francese (1930), nonché di una Storia del bacio (1901).